# Pseudorus dandrettae
Pseudorus dandrettae är en tvåvingeart som beskrevs av Carrera 1949. Pseudorus dandrettae ingår i släktet Pseudorus och familjen rovflugor. Inga underarter finns listade i Catalogue of Life.